# 爆丸5星域爭霸
- 關於爆丸系列動畫原始作品，請見「爆丸」。
- 關於爆丸系列動畫第二次重啟作品，請見「爆丸 (2023)」。

《爆丸5》（英語：Bakugan: Battle Planet）是一部由加拿大、日本和美國合製的電視動畫，於2019年6月起在台灣播放。不同的是，第一至第四季原為Sega Toys製作，由本作開始改為Takara Tomy製作，以全新故事為題材。
本作與前四代不同的是，第五代的戰鬥方式跳脫了前四代的棋盤及卡片對戰模式，改為交戰雙方藉由爆丸核心操作爆丸決鬥的劇情，而且亦脫離爆丸戰士為六名的限制。屬性方面，原本的土屬性改組為金屬性。本作故事內容及人物與前四代無關。
日本地區播出時都略過了前作《爆丸4》。
2023年6月16日，斯平瑪斯特在YouTube上公開了《爆丸》重启版的预告片。重启版于2023年9月1日在美國和加拿大區域的Netflix上線，并于2023年9月23日在美國Disney XD上开始播出。前两集于2023年8月4日在Roblox上公開。
※以下所述內容部份參考英文版本播出時內容所編，可能與日文版本有所偏誤，請注意。

## 故事概要
《爆丸星域爭霸》作品發生在一個謎之行星與地球發生失衡後開始的。在這個大事件的12年後，主角小彈在地球與謎之行星之地，拍攝有趣動畫上傳至網路時，跟會變身成紅色巨大恐龍的「獨角巨龍」相遇。世界各地的孩子們面前也都開始出現不可思議的卡片，並且可以召喚出爆丸進行對戰。而隨著故事進行，主角也遇到了許多夥伴，但在這背後卻有一股黑暗力量，究竟是什麼呢......
小彈與獨角巨龍、以及夥伴們的戰鬥即將開始！！

## 登場人物

### 星域爭霸初登場的角色

#### The Awesome Ones/The Awesome brawlers
Vtuber的團體，起初成員為彈、雲頓、莉亞、閃電，到後期瞬和阿積多才加入，因為闖入大碰撞禁區時候無意中和爆丸相遇，於是不斷發掘有關爆丸的事情和上傳在Vtube
- 英文版團名在第六季時更改成為The Awesome brawlers

空操彈（台譯：空操彈馬）（Dan Kouzo）¶
配音：高橋李依（日本）、李明幸（台灣）、喬納·魏尼伯格（美國）、張頌欣（香港）
本作主角，12歲（在大碰撞當日出生）。喜歡吃漢堡包，火屬性爆丸戰士，高加索人.身高:150cm
Awesome ones的首領，喜歡爆丸對戰，小時候因為對雲頓的惡作劇被發現而跟溫頓成為朋友，和莉亞相遇過去未知，其後他們連同閃電一起組成Awesome ones，喜歡挑戰的新奇事物，跟馬格斯是宿敵關係，認為和馬格斯對戰是最好的。因為班頓多次幫助他而將班頓認定是自己的朋友
世界上第一個開啟爆丸的人，認為爆丸是朋友不應用作邪惡的用途和控制，一直希望引領同樣擁有爆丸的人進行真正的爆丸戰以達致和平競爭
有好勝跟自大的一面，不過因此這樣多次引起麻煩的需要同伴的幫忙，比隊伍任何一個人更投入感情，每當朋友任何有不尋常問題時候彈的反應最大，平常頭腦不靈光（例如會把別人忘掉）但關鍵時候能作出正確判斷令同伴脫離難關，
爆丸：烈火獨角龍(台譯：獨角巨龍)（Dragonoid）（主要）、烈火騎士（Cyndeous，シンディウス）（次要）、基利安（Kelion，キリオン）（次要）（還給奇諾）、Gillator（Armored Alliance）、Dragonoid x Treterous (合體爆丸）、Dragonoid x Auxillataur > Dragonoid Infinity （合體爆丸）、Infinity Armor（用於合成為Dragonoid Infinity)、Auxillataur (從阿積多借用）、Fangzor x Mantanoid （哈維克給予、次要）
莉亞·雲尼加斯（Lia Venegas）¶
配音：赤崎千夏（日本）、Margarita Valderrama （英文）、凌晞（香港）
本作女主角，她喜歡拍攝影片，光屬性爆丸戰士。
智利裔美國人，莉亞獨具一格。當Dan和Wynton無法將他們可笑的特技變成成功的視頻時，是Lia碰到了，並提出了一些未經請求的建議，將他們的整個場景都改變了。Dan和Wynton不遺餘力地詢問Lia是否曾經考慮過導演。從那時起，Lia一直是船員的“主管”，也是Dan和Wynton的最新、最好朋友。Lia Venegas具有藝術性和表現力，對周圍的人充滿信心和鼓舞性。她的能量似乎無窮無盡-Lia希望您出手-無論您是誰！無論您做什麼，Lia都會以最好的方式幫助您做到這一點……除非您不讓她失望。然後小心！莉亞·韋內加斯（Lia Venegas）不處理仇恨者。她一生都在努力與那些因與眾不同而挑剔她的人站在一起，但沒人第二次嘗試過。莉亞·韋內加斯（Lia Venegas）的能力和創造力一樣強，即使有衝突也從不退縮。像伙計們一樣，莉亞關心娛樂因素，並相信那些本能的人過著最幸福的生活。莉亞是一位開箱即用的思想家，他通過實驗，無畏和同理心幫助其他人找到隱藏的才華。繪圖能力不錯，在小彈跟雲頓搞出事總會處理後續，不會跟討厭的人打交道，夢想是成為正式的導演。她會購買不少U盤來記錄視頻。
爆丸：聖光天馬（Pegatrix）（前期次要，從《無懼的挑戰者》開始變成主要爆丸直至第六季）、Fenneca（主要，第七季）、聖光猩猩（Gorthion）（前期主要、後期次要）、卡普北極熊（Cubbo）（次要）、Sairus（Armored Alliance）、Pegatrix x Gillator （合體爆丸）、Pegatrix x Goreene（合體爆丸）、Gillator（小彈給予）、Goreene
雲頓·史坦尼斯（Wynton Styles）¶
配音：福島潤（日本）、Deven Mack （英文）、李凱傑、陳琴雲（幼年）（香港）
12歲，非裔美國人，彈的青梅竹馬，風屬性爆丸戰士，非常喜歡對別人作惡作劇，但不願別人對他做惡作劇，隊伍的鬼點子主要來源。 他喜歡發明任何東西，如核心細胞捕捉器。一旦餓肚子會令同伴感到不安。 善長製作科技產物和黑客別人的電腦來盜取資料。 因之前惡作劇行為動怒同伴們故他沒有再做出任何傷害同伴心靈的事情，對爆丸的愛不亞於彈。 每當特里普控制溫頓爆丸時候溫頓會盡力讓夥伴回來。接納了無家可歸的瞬來他家住
爆丸：疾風暴龍（Trox）（主要，第五至六季）、Falcron（主要，第七季）、疾風人狼（Lupitheon）（次要）、疾風陸龜（Turtonium）（次要）、Batrix（Armored Alliance）
風見瞬（Shun Kazami）¶ 
配音：內山夕實（日本）、Ticoon Kim （英文）、詹健兒（香港）
10歲。日本人，水屬性爆丸戰士。
世界大型公司風見控股有限公司社長的兒子，性格成熟冷靜，Awesome ones 的智將，因目睹Awesome ones 的視頻令瞬下決心獨自離開日本去加入，途中因馬格斯的阻礙令瞬不敵倒下，但Awesome ones感受到瞬的溫柔最後還是讓瞬加入，起初不願面對攝影頭，經過隊伍鼓勵下終於露臉
儘管父親對瞬的態度嚴格。他依然喜歡自己的父親，不希望自己被父親提及的風見之名所束縛。 小時候和雅人一起玩樂，長大後因雅人家的巨變瞬沒有多關注之不過雅人性格大變對瞬的態度亦變差，瞬對他有些不安感， 後期一朗因提歌的V病毒事件。 瞬從父親身上接承了風見之名
第六季因為要經常要回去日本處理風見的事務而跟Awesome ones相處時間短了
爆丸：洪水猛獅（Hydorous）（主要，第五至六季）、Sharktar（主要，第七季）、消跡忍者（fade ninja）（次要）、深海巨蟹（Vicerox）（次要）、Ramparian（Armored Alliance）
閃電¶
配音：金田晶（日本）、Will Bowes（英文）、劉惠雲（香港）
18歲（狗年），闇屬性爆丸戰士，是一隻小狗。
小彈家的狗，負責潛入敵方陣營攪亂跟翻譯爆丸的話，雖然是一隻狗但智慧不輸給Awesome One隊員。
當Awesome One有危機時候閃電總會如他名字般閃電拯救Awesome One。
他在第六季第46話協助馬格斯。
常用爆丸：闇黑三頭犬（Howlkor）（主要，第五至六季）、Ferascal（主要，第七季）闇黑機械人（Artulean）（次要）、闇黑鮫龍（Phaedrus）（次要）、Tretorous（Armored Alliance）

#### 阿尼姆斯（AAAnimus Inc.）
一間跨國公司，常常把爆丸用作邪惡目的。
第六季成為促進爆丸和平和治安的公司。
菲洛梅娜·達斯克（Philomena Dusk）¶
配音：金田晶（日本）、許盈（星域爭霸第42集前）→陸惠玲（星域爭霸第48集起）（香港）
30-33歲，阿尼姆斯的負責人，對於失去用處的人能毫不留情解僱。初期她利用核心細胞來建立爆丸的烏托邦，但被Awesome ones和她的弟弟班頓阻止，不喜歡任性經常阻礙她的班頓。但對他有一定的家人感情。面對提歌控制班頓身體時候內心動搖，脫離提歌的控制後馬上停止戰鬥來保護本頓。
因提歌一事被奪走阿尼姆斯，她選擇暗中行動之後差點被爆喪殺掉時候被彈拯救。於是和彈進行巨大的計劃來阻止提歌和協助黃金哥雷和黃金鳯凰拯救班頓。
小時候（大概5-6歲）和班頓一起獲得自己的爆丸。
第六季和班頓和好，跟他一起和各國家的領導談爆丸問題和制定，而且改變阿尼姆斯以往的方針，會建立保安部隊來保持和平。儘管她會因為小事情而和班頓小吵架，不過他們會一起去健身室鍛煉自己身體和一起設計興建爆遊場地和技術。
全部爆丸：聖光亞巴頓（Apollyon）
特里普大佐（Col.Armstrong Tripp）
配音：Martin Roach （英文）、葉振聲（香港）
他曾是一位軍人，十分粗暴冷酷，他經常使用B-Mine裝置為爆丸洗腦，他曾操控雲頓，因為控制疾風人狼事情後而被革除軍人職位，阿尼姆斯接納走投無路的他。加入阿尼姆斯後，他利用核心細胞搶走烈火獨角龍等爆丸。後期他搶走雲頓的疾風人狼，其後被班頓/提歌利用V病毒令他變成爆喪，最終回小彈消滅提歌後，他與俊史，布勒基帝和格蘭士一起回復本性。
第六季因為他之前控制疾風人狼大幅破壞事情下令他找不到正常的工作，所以為了生存而被逼做非法勾當，馬格斯因為調查MCQ而無意重遇和跟他戰斗。最後馬格斯成功破壞列車令他再一次失去工作。
常用爆丸:聖光熊貓（Pandoxx）（之前）、闇克羅普特（Cloptor）、火克羅普特（裝甲聯盟）、疾風人狼（被控制）（Lupitheon）、火漩涡海龍(Serpenteze) （裝甲聯盟）
克路比茲（Kravitz）¶
配音：Josette Jorge（英文）、三澤紗千香（日本）、李潤知（裝甲聯盟第1集前）→曾秀清（裝甲聯盟第7集起）（香港）
菲洛梅娜和提歌/班頓(後期騁請她)的得力助手。
一開始為了名聲錢而不管別人的感受下做出一系列的爆丸回收行為。直到提歌控制特里普讓她目睹後令她產生巨大的恐懼而改變，導致她待在家裡一直不出來，其後菲洛梅娜和小彈為了讓她幫忙而去家找她拜托對抗提歌，最終篇重新當回菲洛梅娜的助手。第六季她負責阿尼姆斯保安部隊的運作，其多次寬容馬格斯的違法行為(一方面是她想繼續利用馬格斯來對抗難以對抗的犯罪者，另一方面是班頓和菲洛梅娜的默許)。
阿尼姆斯的守衛（AAAnimus Grunts）¶
配音：（日本）、（香港）
爆丸:劇毒眼鏡蛇（光、水族）、海特肯拉克（火族）、其他爆丸（不知名/雜種爆丸）

#### 脫出者（The Exit Team）
阿尼姆斯旗下的團隊，後期被解雇。
馬格斯¶
配音：梶川昌平（日本）、Julius Cho（英文）、黃積權（香港）
14歲。第一名爆丸戰士，彈的宿敵， 對名聲一律沒興趣，為了拯救重病的妹妹而加入阿尼姆斯。
亦是本作人氣第一的角色（EX2話）。
極到喜歡妹妹艾米莉.對於拍擋闇黑雙頭龍借妹妹的事來搞他的行為會極到無奈和憤怒。
小時候家境貧窮，和妹妹相依為命，將一切好的東西給妹妹，自己承擔一切痛苦。
其後被亞尼姆斯的人發現後收留訓練，最後因為自己成績受到認同而得到亞尼姆斯所贈的闇黑雙頭龍。加入亞尼姆斯後性格改變。但不會違背自己的武士道信念，嫉妒彈跟爆丸關係和對Awesome ones的天真感到嫌惡故想粉碎之 ，為了徹底擊敗Awesome ones，被菲洛米娜植入核心細胞力量令能進化，但代價對身體負擔重，從艾米莉口中說出馬格斯是好傢伙和劇情中馬格斯對自己現時小丑所為極到羞恥的，意外偽裝能力高，有時候對方太過愚蠢會不自覺露出吐槽的一面。
隨著劇情發展因屢次輸給彈而令他對彈的恨意愈來愈深。 甚至為此而感染V病毒。 隨著和彈最後一次的戰鬥，彈成功開解到他的內心後離開照顧妹妹安危。 後帝科事情惡化看到AO視頻後來拯救彈和一共戰鬥（另一個目的是他不能原諒提歌對他所做的事）。
第六季於第7話登場，艾米莉病情已康復和因班頓訂下的規定暫和艾米莉分別，因為不能忍容犯罪者的行為，但仍會回覆艾米莉的信息，故自己為此違反規定使用爆丸控制裝置進行爆丸戰以獨自應付違反規定的犯罪組織，手上的裝置相比第五季小了，因為班頓暗中許可故阿尼姆斯的警衛們並沒有因為違反規定而被捕。其後調查McQ販賣非法裝置的動機，並和彈一起擊敗McQ，之後發現了哈維克的想法就去制止他
第七季於第4話出現，性格對比上二季有所差異，為了變得強大而突然離開六個月，甚至沒有聯系妹妹和變得自大愛勝，為了制造和彈對戰的場地不惜和Viloch合作去參加爆丸審判戰，因之後迷宮一事令他可以不使用裝置能和爆丸溝通
第八季受到浮士德邀請去學園擔當導師，不過他亦發現學園有不知名的黑幕故提醒彈注意
爆丸：闇黑雙頭龍/三頭龍（Nillious）（香港配音：李鎮然）、闇劇毒眼鏡蛇
（Fangzor）（次要）、疾風蜘蛛（Webam）（闇黑族）（次要） 、雙翼惡龍（Eenoch)（Armored Alliance）丶Nillious x Eenoch （Nillious Double Darkus)（合體爆丸）
春奈·里奧特（China Riot）¶
配音：柴田芽衣（日本）、Josette Jorge（英文）、羅孔柔（香港）
6歲。家庭富裕，喜歡紅茶。 對應宿敵是莉亞。 希望想成為最可愛和強大的爆丸戰士，為人自我中心。 加入亞尼姆斯的目的只是因興趣.會使用一些不當手段來顯示自己實力，一開始藉此來獲得莉亞的爆丸，但Awesome ones 擊敗後，其後仍使用不擇手段來達到目的
夢想成為高貴的公主但此夢想被提歌粉碎後感到失意。 莉亞說服里奧特後和Awesome ones一起戰鬥對抗提歌。
第六季第1話出場，跟從前的她不一樣，開始注重自身訓練，希望透過正當戰斗來戰勝對方得到別人的認同。不能接受小彈將提歌一戰功勞全拿走，第6話得到自己的新爆丸-Barbetera，因為新爆丸性格問題她跟新爆丸一同鍛煉，最後成功啟動爆裝並擊敗小彈，小彈亦認同著她，爆遊中她跟阿積多對戰不幸落敗，其後被Haavik機械人捉走。
爆丸：疾風牛頭人（Maxotaur）、風劇毒眼鏡蛇（Fangzor）（次要）、疾風蜘蛛（Webam）（次要）、疾風狂蜂（Barbetera）（裝甲聯盟）
艾兒¶
配音：市川蒼（日本）、李安邦（香港）
The Exit Team的前隊長，後期被阿尼姆斯解僱，常常跟父母吵架，但對自己的弟弟托雷很好，第6季甚至將他的爆丸給托雷而引退。初期企圖搶劫漢堡店但被小彈制止，其後因阿尼姆斯命令而做出事情被小彈的人制止，跟馬格斯有一定交情，可以為他做事例如為他演一場戲和做高危的竊聽行為。提歌事情時候被他前成員感化而一同對抗提歌。
爆丸：疾風螳螂（Mantonoid）
克林（Kurin）
配音：堀江瞬（日本）、鍾見麟（香港）
雖他是爆丸初學者，但會利用同伴來分析敵人而作出對應動作，後來被阿尼姆斯解僱時候和馬格斯一起行為，直到班頓/提歌強行回收他的爆丸時候他感到無力而一度放棄成為爆丸戰士，最終篇他因克路比茲的要求下協助The Awesome Ones對抗班頓/提歌。
第六季以復仇者的身分受到Needles的搖滾感觸而加入他們成為Needles的鼓手。因為妒忌小彈的人氣而參加爆遊，8強中打算利用Needles同伴們的暗号這作弊手段來擊敗敵人但被Awesome ones其他成員看穿，最後不敵小彈而落敗，其後被Haavik機械人捉走。
爆丸：闇黑石像鬼（Gragonoid）、猛焰獅鷲（闇黑族）（Nobillious）（次要）、闇黑毒蠍（Skorporos）（次要）闇特肯拉克(裝甲聯盟)
獵人史多特（Strata the Hunter）
配音：奈良徹（日本）、Dan Petronijevic（英文）、劉奕希（香港）
爆丸獵人，他曾感染了V病毒而變成爆喪，他被班頓用冷涷槍令他結冰。最後他在醫院醒來，回復了本性。
第六季因為缺金錢而選擇當非法獵人將動物捕捉後而將它們賣出馬戲團，但事後被閃電制止。
於第七季再度登場。
爆丸：海特肯拉克（Krakelios，クラケリオス）（水（主要，第五至六季）／風（次要，第七季））、闇黑毒蠍（Skorporos）（光、闇黑族）（次要）、風卡普北極熊（主要，第七季）
- Exit Team 最早的成員:

Bee
配音：（日本）、（香港）
爆丸：疾風螳螂（水族）
Cee
配音：（日本）、（香港）
爆丸：疾風螳螂（闇黑族）
Dee
配音：（日本）、（香港）
爆丸：疾風螳螂（光族）
E
配音：（日本）、（香港）
爆丸：疾風螳螂（火族）

#### 其他角色
艾米莉（Emily Black，エミリ一）¶
配音：Ana Sani（英文）、何寶珊→何璐怡（裝甲聯盟第34集起）（香港）
馬格斯的妹妹。因患病而卧在床上。馬格斯為了治好她而加入阿尼姆斯。對哥哥的事情不太了解。最終回小彈消滅提歌後，她便康復了
第六季因馬格斯而對抗犯罪關係而長期離開她，一直有和哥哥保持聯系但不知哥哥現在所做的事情，得到光屬性的爆丸，但她將那隻爆丸塗上自己喜歡的顏色，和小彈進行戰斗後對爆丸戰感到興趣，但在爆遊初選不幸落敗，最終戰哈維克破壞地球時候和哥哥，里奧特一起對抗之
第七季第四話出場，對於哥哥突然消失六個月感到不安和傷心
爆丸:疾風蜘蛛（Webam，ウェマ）（光）（粉紅色版）（主要），配音：蕭徽勇→葉振聲（裝甲聯盟第34集起）（香港）、流水百足（花名：克莉絲，Chrissy） （光）（粉紅色版），配音：李致林，
風見雅人（Masato Kazami，マサト・カザミ）¶
配音：赤羽根健治（日本）、Jeff Yung（英文）、黃啟昌（香港）
瞬的堂兄，初期18歲，後期28歲，風見國際控股的局長
小時候和瞬玩樂，一直尊敬著瞬的父親
但因父親在工作嚴重失誤而被解僱，雅人至此性格大變不斷努力，之後成為風見控股的一員並渴望更高地位，因此對瞬產生嫉妒
風見島一事後因正人意識自己的錯而選擇逃避到迷宮裡。 原本失去生存意識的他因Serpenteze而令他意識到自己所重要的事情。 之後在迷宮生活十年後看到哥雷，哥雷教導有關爆丸的事和V病毒的危險性
回歸現實後第一時間拯救哥雷，其後制止成為爆喪的一朗和瞬會合後，跟Awesome Ones等人共同對抗爆喪。
第六季因為一朗退位，雅人成為風見國際控股的社長，和瞬保持良好的關係，其後被Haavik偽裝。
第七季和瞬研究Drome的異常
第八季得知有爆丸罪犯盜取閘門卡系統資料就拜托瞬去調查
爆丸:水漩渦海龍（Serpenteze，サーペンテーゼ）
班頓·達斯克（Benton Dusk，ベントン.ダスク）¶
配音：三木真一郎（日本）、Will Bowes（英文）、蘇強文（香港）
27-29歲，菲洛梅娜的弟弟，達斯克產業社長，官方公認的帥哥（13話預告）
小時候得到海德拉後就一直研究爆丸至今，長大後因和父親嚴重吵架而曾一度離家出走
世界上最具影響力頭10名的人，亦是投資家/發明家/工程師
有一定的體術和駭客技術能駭客情況下完全躲開菲洛梅娜的攻擊和將史多特擊敗，第六季表明班頓平常有鍛鍊身體
夢想是做一切與爆丸有關的開源[Open sourced]，但夢想前提下是不會對世界有壞影響
他喜歡Awesome ones正義感，勇氣和實力，所以開始觀察他們，甚至為他花重金買下爆丸專用場地+駭入衛星系統讓它降落來測試Awesome ones的應對能力和讓大人們重獲對爆丸的信任，和招募演員來測試他們，結果這行為被發現後使彈一度生氣著班頓，班頓亦知道自己的錯而真誠向他們道歉，其後他們徹底成為朋友。
他不喜歡吃甜食。初期他非常討厭作惡多端的姊姊，並協助The Awesome Ones尋找核心細胞並將其變成Open Source產生器，後期被提歌操控並散播V病毒制造了爆喪，令特里普大佐、俊史、布勒基帝和格蘭士成為他/提歌的手下，最終他和魔帝海德拉被小彈和菲洛梅娜打敗，亦被黃金鳯凰和金色哥雷利用力量令他回復本性。
第六季初登場在第1話，班頓為小彈等人慶祝和舉辦爆丸比賽，途中因為阿吉特的搗鼓使比賽中止，其後檢查有關核心細胞和爆裝核心事情，為了彌補自己（儘管不是他的意志去破壞，但他無力制止提歌他覺得也有責任）對世界的破壞，想推行有關爆丸正向的比賽來增加人們對爆丸的信任。看到Awesome ones的測試後決定舉辦世界爆隊，爆隊成功後決定於東京再舉辦爆隊，正問小彈等人想法時候被Haavik操控著而意識到Haavik的問題便開始調查。第45話透露他持有的爆丸是古代爆丸之一，最終戰以他頭腦和技術成功將哈維克放置全球的炸彈全數停止
第七季初登場於在第1話，六個月來一直和雲頓研究重新打開閘門的方法，其後向AO提供了防護衣令他們能進行爆丸審判戰
第八季初登場於在第1話，他因浮士德理念和他接近所以投入大量資金於學園，第五話被Wagner盜取有關元素風暴的數據
爆丸：魔帝海德拉（Hydranoid，ヒドラノイド）
提歌班頓（Benton Tiko)
被提歌控制的班頓跟提歌合二為一，便成為提歌班頓，他既有提歌又有班頓的記憶。很喜歡甜食，討厭咖啡。
他散播V病毒制造了爆喪，令特里普大佐、俊史、布勒基帝和格蘭士成為他/提歌的手下，最終他和魔帝海德拉被小彈和菲洛梅娜打敗，亦被黃金鳯凰和金色哥雷利用力量令班頓回復本性，提歌也離開了班頓的身體。
爆丸：爆喪魔帝海德拉（Bakuzon Hydranoid，ヒドラノイド）和其他爆喪
俊史（Toshi）¶
配音：（日本）、李錦綸（香港）
風見家的助手，初期要求瞬與返回風見家，他將消跡忍者和深海巨蟹該兩隻爆丸交給瞬。後期被已感染V病毒的特里普大佐和布勒基帝傳播V病毒給他而變成爆喪，感染後告訴給瞬，瞬的父親也感染了V病毒，最終回小彈消滅提歌後，他與特里普大佐、布勒基帝和格蘭士一起回復本性。第6季負責營運及瞬的助手，經常交接瞬的公司事情，曾被陷害違法操作爆丸事情。
爆丸：消跡忍者（後來交給風見瞬）（fade ninja）、深海巨蟹（後來交給風見瞬）（Vicerox）、闇黑石像鬼（水族）（Gragonoid）
古田（Koda）
配音：（日本）、張裕東（裝甲聯盟第27集前）→胡家豪（裝甲聯盟第42集起）（香港）
風見家的助手
爆丸:火劇毒眼鏡蛇（Fangzor）、疾風螳螂（火族）（跟E一樣）（Mantonoid）
圭子（Keiko）
配音：（日本）、葉曉欣（香港）
風見家的助手
爆丸:猛焰獅鷲（風族）（Nobillious）
風見一朗（Ichiro Kazami）
配音：（日本）、招世亮（香港）
瞬的父親，風見國際控股的社長，後期被巨型爆喪襲擊而變成爆喪，最後被雅人用解藥令他麻醉，最終他在醫院休養醒來回復本性。
爆丸:克羅普特（風、光、闇族）（Cloptor）
馬爾哥（Marco Chezanello）¶
配音：（日本）、陳耀楠（香港）
他是一位很囂張的爆丸戰士，後將烈火騎士交給小彈。第六季參加爆隊活動不幸初選落敗。育有一隻狗杜克（香港配音：李鎮然）。
爆丸:烈火騎士（後交給小彈）（Cyndeous）、灰熊（火族）（Grizzly）
杜蘭.戴恩（Duran Dane）¶
配音：齊藤貴美子（日本）、林丹鳳（香港）
他是一位很出色的演員，他進行爆丸對戰時非常入戲。第六季曾當過導演和參加爆隊活動不過於16強中落敗，其後被Haavik捉走。
爆丸:猛焰獅鷲（Nobillious）
維羅妮卡·雲尼加斯（Veronica Venegas）¶
配音：Ana Sani（英文）、種﨑敦美（日本）、梁少霞、謝潔貞（代配）、黃昕瑜（代配）（香港）
莉亞的媽媽，是一位新聞報導員。
奧莉維亞·史坦尼斯（Olivia Styles）
配音：（日本）、謝潔貞（香港）
雲頓的媽媽，廚藝很高超。
Barbara Kouzo，バーバラ・クーソー
配音：名塚佳織（日本）、曾秀清（香港）
小彈的媽媽。
Bill Kouzo
配音：（日本）、雷霆（香港）
小彈的爸爸。
詹金斯 （Jenkins）¶
配音：太田健介（日本）、陳欣（香港）
里奧特的管家。擁有未知的力量

#### 無賴赤紅（Rowdy Reds）
無賴赤紅是由三名七歲的孩子組成，AO的粉絲，更模仿AO組隊，他們各有火、水和風族的闇黑毒蠍（Skorporos）。
曾破壞Costero Canyada，但被小彈擊敗後和好，後來他們的爆丸遭已感染V病毒的阿尼姆斯守衛捉走並控制，但在武士沙爾高、克路比茲、克林、奇諾、基利安和奇諾的爺爺的幫助下，他們的爆丸終於能被拿回。
麥克(Mac)¶
配音：田中愛美（日本）、廖杏茵（裝甲聯盟第6集前）→葉曉欣（裝甲聯盟第8集起）（香港）
火屬性爆丸戰士，擁有火族的闇黑毒蠍。
Maggie¶
配音：柳田カンナ（日本）、黃昕瑜（香港）
水屬性爆丸戰士。
Max¶
配音：木間萌（日本）、何璐怡（香港）
戴眼鏡，風屬性爆丸戰士。

#### 次要人物
布勒基帝（Lord Brakken）¶
配音：種崎敦美（日本）、陸惠玲（星域爭霸）→黃玉娟（裝甲聯盟第13集前）→陸惠玲（裝甲聯盟第28集起）（香港）
布勒基斯坦國王，又稱「格鬥王」，他喜歡莉亞。後期他與格蘭士感染了V病毒而變成爆喪，最終回小彈消滅提歌後，他與特里普大佐、俊史和格蘭士一起回復本性。
爆丸：聖光人馬（Zentaur）、風達加里奧斯
格蘭士（Callous）
配音：堂坂晃三（日本）、蕭徽勇（香港）
布勒基帝的手下，後期他與布勒基帝感染了V病毒而變成爆喪，最終回小彈消滅提歌後，他與特里普大佐、俊史和布勒基帝一起回復本性。
爆丸：風達加里奧斯（由布勒基帝給予）
馬爾哥的助手
配音：（日本）、（香港）
爆丸:拳擊手（光、闇黑族）（Boxer）(在Shun vs Marco中Marco使用的爆丸)
波比（Bobby）¶
配音：（日本）、成瑤孆（香港）
他是一個男孩。在《狩獵爆丸的男人》中，他的爆丸ㄧ熊啤啤被獵人史多特控制，但最後熊啤啤被AO救回。
爆丸:熊啤啤（風族）（Bear）
奇諾（Keno）
配音：（日本）、陳琴雲（香港）
跟爺爺一起在荒島居住。在AO訪問荒島期間，他被暴徒捉走，最後他被AO和爺爺救回，暴徒亦被趕走了，於星域爭霸最後再跟基利安一起。
爆丸:基利安（後交給小彈）（Kelion）
奇諾的爺爺
配音：（日本）、黃子敬（香港）
荒島上的暴徒 (肥的以不當使用爆丸人士的身份在裝甲聯盟中再次出現，但被馬格斯打敗並被阿尼姆斯的守衛捉了，他的爆丸是風闇黑鮫龍)¶
配音：（日本）、陳卓智、陳耀楠、鍾見麟、鄧志堅、黃積權（香港）
爆丸:疾風陸龜（後被雲頓接收）（肥的）、海特肯拉克（光族）和其他爆丸（暴徒的手下）、灰熊（闇黑族）（瘦的）、拳擊手（風族）（肥的）、風闇黑鮫龍(肥的)(裝甲聯盟)
戴恩夫婦（Mr and Mrs Dane）
配音：（日本）、（香港）
杜蘭.戴恩的父母。
埃佛雷特雷/阿雷（Everett Ray）¶
配音：柳田淳一（日本）、Josh Graham（英文）、梁偉德（香港）
是莉亞的好友，於第五季是一位主持人，他見到小彈與里奧特的對戰時拿起自己的手機偷拍影片上傳並反指小彈是壞人，其後因里奧特犯規而將爆丸對戰場地交給Awesome Ones。於第六季他是一位導演，曾挑戰莉亞，其後成為哈維克的傀儡。他於第七季成為神秘男人Gregorius Reed的手下。
爆丸:聖光長毛象（Armored Alliance）、Haos Cyndeous x Pyrus Skorporos（Armored Alliance）、闇黑石像鬼（Geogan Rising）
武士·沙爾高（Shargo Ronin）
配音：（日本）、（香港）
他是一位武士。曾挑戰小彈和風見瞬。後期他救了菲洛梅娜，並協助AO對付爆喪。
爆丸:未知名武士爆丸x3
古洛蒙
配音：上別府仁資（日本）、朱子聰（香港）
他是布勒基斯坦的發展局局長，製作了爆升機。後協助AO停止爆升機，使布勒基斯坦的人民平靜下來。

### 星域爭霸初登場的爆丸

#### The Awesome Ones
- 烈火獨角龍（Dragonoid/Drago（花名））¶[4]

配音：武內駿輔（日本）、Jason Deline（英文）、關令翹（香港）
小彈的拍檔，高貴而真實...也許過分地致力於實現偉大，在許多方面，他是所有爆丸之王。或成為途徑。現在，他是仍在賺錢的王子。烈火獨角龍對他的人類伴侶非常有選擇性，並且很高興在大多數時候選擇了小彈。他是一位熱情洋溢的戰士，其風格與小彈的本能蠻力方法完美匹配。
於最終回進化為極限烈火獨角龍消滅了吸收大量Bakuzon而巨大化的提歌。
進化形態:烈火獨角龍>超級烈火獨角龍（Hyper Dragonoid）>究極烈火獨角龍（Titan Dragonoid（歐美版究極烈火獨角龍角色和進化卡的英文和英文原名）/Ultima Dragonoid（日韓版究極烈火獨角龍進化卡英文）/Ultima Maximas（日韓版究極烈火獨角龍角色卡英文））>極限烈火獨角龍（Dragonoid Maximus/Maximus（烈火獨角龍擁有傳奇盔甲時的名稱））>Dragonoid Infinity
絕技:火焰渦輪、粒子爆破、盾牌球體、焰尾重擊、烈火爆燃、閃擊火焰、龍之憤怒(超級)、雙重突擊(超級)、終極突破(究極)、煉獄炎翼(究極)、極限火焰渦輪(極限)
爆裝:元素火焰炮
- 烈火騎士（シンディウス）（Cyndeous）¶

配音：村上裕哉（日本）、黃啟昌（香港）
小彈的拍擋。
絕技:巨大斬擊
- 基利安（Kelion）

配音：（日本）、（香港）
原是奇諾的爆丸，後來轉交給小彈。
在第50話回到奇諾身邊。
絕技:熔岩擊爆、熔岩槍擊、熔岩噴霧
- 聖光天馬（ペガトリクス）（Pegatrix）¶

配音：名塚佳織（日本）、劉惠雲（香港）
莉亞的拍檔。聖光天馬是爆丸的自封女王，她對人類女孩的舉止有某些看法……而莉亞則是在挑戰這些看法。聖光天馬在戰鬥中意志堅強，但也樂於在世界上找到美麗。莉亞的使命是擴大聖光天馬的視野並重新定義女孩的力量，以便他們成為真正的夥伴。
進化形態:聖光天馬>超級聖光天馬（Hyper Pegatrix）
- 聖光猩猩（Gorthion）¶

配音：（日本）、Hayden Finkelshtain（英文）、陳卓智（香港）
莉亞的拍檔。
- 卡普北極熊（Cubbo）¶

風族版為史多特所有。
配音：（日本）、梁偉德（香港）
莉亞的拍擋。
- 疾風暴龍（Trox）¶

配音：堀江瞬（日本）、Ucal Shillingford（英文）、胡家豪（香港）
雲頓的拍檔。Trox堅強而忠於Wynton。就它們的戰斗方式而言，兩者是運轉良好的機器。儘管看上去像是一隻憤怒的恐龍，但是Trox還是很有思想和戰略意義的……除非他開始迷失或痛苦。然後，他的野獸一面走到了最前列。經過足夠的練習，Wynton和Trox可能斗得過Dan和Drago。
進化形態：疾風暴龍>超級疾風暴龍（Hyper Trox）
- 疾風人狼（ルピセオン）（Lupitheon）¶

配音：（日本）、（香港）
雲頓的拍檔。
- 疾風陸龜（Turtonium）¶

配音：（日本）、（香港）
雲頓的拍檔。
- 洪水猛獅（Hydorous）¶

配音：市川蒼（日本）、曹啟謙（香港）
風見瞬的拍檔。
進化形態：洪水猛獅>超級洪水猛獅（Hyper Hydorous）
- 消跡忍者（Fade ninja）¶

配音：神尾晋一郎（日本）、雷霆（香港）
風見瞬的拍檔。
- 深海巨蟹（Vicerox）¶

配音：（日本）、（香港）
風見瞬的拍檔。曾為俊史的爆丸，但在深海巨蟹脱離特里普大佐的控制後，俊史把它送給風見瞬。在第五季，它是風見瞬的第一次要爆丸，但在第六季，它卻沒有出現（除了在第六季最終回）。
一隻闇深海巨蟹在第六季出場。
奇怪的是，他從來都沒有説過一句話。
- 闇黑三頭犬（Howlkor）¶

配音：神原大地（日本）、張方正（香港）
閃電的拍檔。
進化形態：闇黑三頭犬>超級闇黑三頭犬（Hyper Howlkor）
- 闇黑機人（Artulean）¶

配音：（日本）、李致林（香港）
閃電的拍檔。
- 闇黑鮫龍（Phaedrus）¶

配音： 上田麗奈（日本）、Julie Lemieux（英文）、魏惠娥（香港）
閃電的拍檔。
備註:英文版配音跟爆丸初代的琉乃相同

#### 其他
- 闇黑雙頭龍（Nillious）¶

配音：（日本）、（香港）
馬格斯的拍檔，於第七季進化為闇黑三頭龍。
進化形態:闇黑雙頭龍>超級闇黑雙頭龍（Hyper Nillious）>究極闇黑雙頭龍（Titan Nillious）
- 疾風牛頭人（Maxotaur）¶

配音：（日本）、黃啟昌（香港）
春奈·里奧特的拍檔。
水族版為Crystal Blue所有。
- 疾風螳螂（Mantonoid）¶

配音：（日本）、（香港）
The Exit Team/托雷/艾利遜的拍擋。
- 漩渦海龍（Serpenteze）¶

配音：（日本）、（香港）
風見雅人的拍檔。
火族版為特里普大佐所有。
- 聖光亞巴頓（Apollyon）

配音：（日本）、（香港）
菲洛梅娜·達斯克的拍擋。
- 魔帝海德拉（Hydranoid）

配音：（日本）、（香港）
班頓·達斯克/提歌的拍檔。
風族版為史多特所有。
- 聖光人馬（Zentaur）

配音：（日本）、（香港）
布勒基帝的拍檔。
- 達加里奧斯（Trunkanious）（風族）

配音：（日本）、（香港）
布勒基帝的拍檔。
- 疾風蜘蛛（Webam)

馬格斯、里奧特的次要搭檔，艾米莉的主要搭檔。
- 闇黑石像鬼（Garganoid)

克林(第五、六季)、阿雷(第七季)的搭檔。
水族版為俊史所有。

#### 爆喪
被提歌控制的爆丸，全名為爆丸喪屍，英文名為bakuzon。
- Trunkanious（水族）
- 洪水猛獅（不是Awesome ones那一隻）（Hydorous）
- 疾風人狼（不是Awesome ones那一隻）（Lupitheon）
- 巨型爆喪
- 不知名爆丸

#### 爆丸委員會委員
由黃金爆丸組成，負責維持維斯托亞的生態平衡。
提歌（Tiko）
配音：Rob Tinkler（英文）、浜添伸也（日本）、雷霆（香港）
本作最終敵人，黃金爆丸之中最強的爆丸，只有極限烈火獨角龍擁有這實力能將他擊敗。
原本擁有崇高的抱負(因為大碰撞之前爆丸是依自己屬性來分勢力，每天都進行屬性分系戰争，希望停止爆丸無意義的戰斗)，但自己的想法被同樣爆丸委員會的另外三位反對，故創造出V病毒但不幸受到感染成為V病毒的宿主而製造了大量爆喪，被感染後雖令和極限烈火獨角龍激戰甚至令他一度失去傳奇盔甲，但因大碰撞(維斯托亞和地球融合)關係導致令他一度沿入沈睡
覺醒後不斷感染其他爆丸，因為剛覺醒和在核心細胞內部關係曾被剛剛進化的烈火獨角龍擊敗沈睡，後期覺醒後開始感染核心細胞，甚至一度借用實力給馬格斯而利用他感染阿尼姆斯的核心細胞和利用史多特令班頓感染V病毒和附身他身上，因為在維斯托亞從沒接觸甜食，故附身班頓後嘗試班頓給小彈那些甜食時候徹底迷上甜食，故其後每一集他都會吃甜食來滿足自己，借用班頓的頭腦能一下子入侵阿尼姆斯和成功感染阿尼姆斯的核心細胞，其後借用之前小彈等人的成果建立網絡向全世界散播V病毒，最終回吸收了大量爆喪而巨大化後遭小彈和烈火獨角龍打敗並消滅了自己身上的V病毒，最後沿入長期的沈睡，於第六季改邪歸正。
黃金鳯凰（Pyravian）
配音：能登麻美子（日本）、林元春（香港）
初期守護核心細胞的金色爆丸，擅長空中戰。曾經一度引導Awesome ones等人發現Drome的力量和向其爆丸們警覺提歌。後期發現Awesome omes沒有感染下卻做對核心細胞不好的事而停下和他們戰斗和去提醒他們，最終篇她參與對抗提歌大軍一戰並與金色哥雷利用黃金Drome去協助菲洛梅娜利用力量回復班頓和海德拉的本性最後和黃金哥雷跟小彈等人告別人回去各至守護的核心細胞。於第六季被哈維克捉走並強行與Sabras合體。
備註:日版及港版配音跟爆丸初代的愛麗絲相同
- 他利諾（タリノ）（Trhyno）

配音：中島卓也（日本）、張錦江（香港）
守護核心細胞的金色爆丸，性格比較溫厚，擁有高照的防禦力和有一擊必殺的強化攻擊技
初期為守護核心細胞對付提歌，但和他戰斗途中不幸感染V病毒，其後不敵受感染的馬格斯下還原爆丸形態時被班頓回收，後被班頓/提歌折磨企圖逼供出大核心細胞的所在，小彈等人企圖救他但受感染程度太大和提歌強大而無法救出，最後將烈火獨角龍的記憶回復和保護小彈跟烈火獨角龍而消失沈睡。
- 金色哥雷（ゴーレーン）（Goreene）

配音：內野孝聡（日本）、陳欣（香港）
守護核心細胞的金色爆丸，戰力較一般爆丸高，能將自己化身球體般攻擊對方。初期因預知到雅人的行為會做成大破壞而透過夢境去提醒烈火獨角龍，後期再登出場是雅人在迷宮冒險十年時間發現他，他教會雅人對爆丸的知識和說明V病毒的危害令雅人回歸地球，但是因此哥雷成為設備的電池般令他對人類行為極到不滿和抗拒他們，最終篇他參與防守提歌大軍作戰，儘管失敗令提歌入侵但之後黃金鳯凰協助菲洛梅娜利用力量回復班頓和海德拉的本性，最後和黃金鳳凰跟小彈等人告別人回去各至守護的核心細胞。

### 裝甲聯盟初登場的角色
阿積多（Ajit）
配音：村田太志（日本）、鍾少庭（台灣）、Sharjil Rasool（英文）、陳灝瑋（香港）
年齡:10.5(於13話正式確定)，本系列首位金屬性爆丸戰士，因為有一次偷盜時候無意闖入迷宮而得到二只金色爆丸，仰慕著拯救世界的Awesome ones等人同時亦愛著爆丸，實際是幻影怪盜（Phantom Thief)的徒弟，因小時候被斯多姆收養訓練後，獲得超一流的技術知識，能應付各種陷阱和協助偷盜，亦是斯多姆的徒弟，對阿積多而言斯多姆像他父親一般。之後因為爆隊比賽中，他感受到爆丸戰斗的樂趣和不能容忍自己師博偷盜其他人的爆丸而背叛自己的師父和放棄做怪盜，其後因為斯多姆將他犯罪記錄全公開導致阿積多將斯多姆所偷的藝術品歸還完畢後被保安部隊逮捕，其後被哈維克機械人捉走並成功逃脫。
金色爆丸:獅身法老（Pharol，ファロル)（主要，第六季）；黃金巨龍（Auxillataur，アクシラタウラー)（次要）、Pincitaur（主要，第七季）、Pharol x Gillator（合體爆丸）
哈維克（Haavik）
配音：Dan Petronijevic（英文）、藤本たかひろ（日文）、招世亮（香港）
本系列最終反派，熱愛混亂與破壞的宇宙第一通緝犯，被判刑99億94萬年，無論在哪裡都會作惡破壞，擁有一瞬毀滅星球的可怕力量。自詡為娛樂家，以各種手段攻擊爆丸們。還有著放大人類心中僅有的一點惡意，並隨心所欲的操控和偽裝其他人等麻煩的能力，曾為艾里遜、托雷、Awesome Brawlers和班頓洗腦，並利用阿雷、魔克、索菲、黑檀和斯托姆成為他的得力助手。於第29話偽裝風見雅人破壞東京並利用哈維克機械人破壞爆遊並捉走小彈與獨角龍和阿積多等其他人。於第37話為小彈洗腦並將Fangzor x Aquos交給他去盡情破壞，其後得到Sabras並利用其破壞世界。
爆丸:劇毒眼鏡蛇乘水屬性（Ventus Fangzor x Aquos
Mantanoid）（前）；魔神五頭龍（Pyrus+Ventus+Haos+Aquos+Darkus Sabras）；Pyrus+Ventus+Haos+Aquos+Darkus Sabras x Aurelus Pyravian
卡拉威•斯托姆/卡拉威•風暴（Calloway Storm）
配音：吉野裕行（日本）、Josh Graham（英文）、翟耀輝（香港）
風屬性爆丸戰士，非常喜歡辣的食物，身份是舉世聞名的大怪盜（英文為幻影怪盜:Phantom Thief)對自己的怪盜浪漫重要過生命的男人，擁有自己獨特的想法，不喜歡別人稱他為"一般小偷"，身為怪盜但不著重金錢財產，對大眾覺得價值高的東西沒有興趣(包括爆丸本身)，只偷走自己有興趣的藝術品，亦是阿積多的偉大師傅，阿積多超一流的怪盜技術正是他培育，對斯托姆而言阿積多是自己的浪漫，希望他成為自己的接班人故各種測試他身為怪盜的決心，其後阿積多想違抗自己時候，使用過激手段企圖挽留他但失敗，他接受不到阿積多的背叛行為而被哈維克借機放大自己的仇恨和操控，成為哈維克的傀儡。
於第七季只出現以阿積多的回憶台詞
爆丸:六刃兇蛇(主要爆丸,初登場於22話）丶魔帝海德拉乘水屬性(次要爆丸,初登場於30話)
魔克（McQ）
配音： 橘龍丸（日本）、Jeremy Harris（英文）、鄧志堅（香港）
非法販賣爆丸裝置給別人的軍火商，原是某一間企業的社長主要賣爆丸裝置，因為風見家族開發功能更好的爆丸裝置而令他設備沒人購買導致他公司倒閉。至此怨恨風見家族任何一個成員，能一眼認出瞬的喬裝。其後馬格斯經過一番調查後和跟彈一起對戰後成功將其擊敗，其後成為哈維克的傀儡。
於第七季以Gregorius Reed的手下的身份再度登場。
爆丸:獨眼魔人（火）、闇黑石像鬼(火)乘暗屬性
索菲·祖遜·禾菲特（Sophie Judson-Warfield）
配音：渡辺けあき（日本）、Shannon Hamlton（英文）、林元春（香港）
來自一個富裕家庭的索菲（Sophie）是“爆丸的救世主”，相信她比大多數人更重要。她的“拯救爆丸”口頭禪只是冷漠個性的掩蓋，在精英圈子中獲得地位，並通過對爆丸社區的戰略投資來賺錢。這樣，她就可以在自己的遺產上留下印記，並變得更加富有。對應宿敵是雲頓，被雲頓打敗後，其後成為哈維克的傀儡。
於第八季再度登場，但所做的行為和第六季無異
爆丸:Centipod（水）、Aquos Cloptor x Darkus Apollyon
托雷（Trey，トレイ）
配音：青木瑠璃子（日本）、Amos Crawley（英文）、魏惠娥（香港）
風屬性爆丸戰士，艾兒的弟弟，亦是國際象棋比賽的冠軍，希望能向哥哥證明自己的強大，因為提歌事情，班頓禁止使用爆丸控制裝置下艾兒不能再使用爆丸，Trey自己對爆丸有興趣於是艾兒將自己爆丸交托於他，能使用各種策略戰勝對方。
爆丸:疾風螳螂（Mantonoid），劇毒眼鏡蛇（Fangzor）香港配音：胡家豪（次要），Fangzor X Mantanoid（被哈維克捉走）
露卡.修米特（英文版是諾亞->Noah Schmitt，ルカ.シュミット）
配音：上田麗奈（日本）、Carson Gale（英文）、黃昕瑜（香港）
光屬性的爆丸戰士，世界大企業修米特社的未來繼承人，他希望瞬加入自己的隊伍Glanz Five但瞬拒絕，經過一場戰斗他和瞬成為好友。
爆丸:Vogelud （主要）
哥頓 （Gordon，ゴードン） 
配音：金田晶（日本）、Rob Tinkler（英文）、 何寶珊→謝潔貞（第28集起）（香港）
提歌一事後，班頓所制造的第一機器管家。
莫妮卡(Monica，モニカ)
配音：近藤玲奈（日本）、成瑤孆（香港）
一位住在鬼屋內的恐怖女孩，莉亞放下她的心結後，把她的光族聖天空龍給莉亞。
爆丸:聖天空龍(後交給莉亞)
艾里遜（Chad;アリソン）
配音：手塚弘道（日本）、李致林（香港）
搖滾樂隊Needles的主音，目標要將搖滾和爆丸融為一體並創造出爆丸搖滾。
爆丸:水達加里奧斯(主要)、水疾風螳螂(次要)、Fangzor X Mantanoid（被哈維克捉走）
羅倫（Chester;ローレン）
配音：田邊幸輔（日本）、陳卓智（香港）
搖滾樂隊Needles的低音結他手。
爆丸:闇黑毒蠍
力克（リック）
配音：宮原颯希（日本）、吳羨婷（香港）
在目標是要成為全世界最寧靜的市鎮偷偷進行爆丸對戰的一名小孩。
比比(Pepe;ペペ)
配音：村井雄治（日本）、陳耀楠（香港）
瞬的對敵，是來至巴西的世界著名足球員，對自己的力量充滿信心的風屬性爆丸戰士。
爆丸:Striker
黑檀（Ebony）
配音：芝原千弥子（日本）、陸惠玲（香港）
一隻流浪貓，是閃電的宿敵，常常當其他小狗是她的侍從，其後成為哈維克的傀儡。
爆丸:疾風魔根 Ryvaezu(風)、Ventus Maxotaur X Haos Zentaur
Mr. B
配音:後藤ヒロキ（日本）、黃啟昌（香港）
爆GAME的主持。

### Awesome Ones
- 聖天空龍(Sairus)

（日本）、Kylee Evans（英文）、黃昕瑜（香港）
於第10話出場，原是莫妮卡的爆丸，莉亞放下莫妮卡的心結後，正式加入莉亞隊伍，爆裝是Bolt Blow(暫譯為螺栓吹)。
- 烈焰猛蜥(Gillator)

（日本）、Allan turner（英文）、李錦綸（香港）
於第8話登場，鱷魚形爆丸，大碰撞之前已存在地球的爆丸，對維斯托亞（Vestroia）認知在提歌事情之前[以往爆丸分屬性陣營對戰]，故對非同屬性的爆丸有排斥感，小彈的新搭檔。
- 疾風蝙蝠(Batrix)

（日本）、Rob Tinkler（英文）、葉曉欣（香港）
於第9話登場，是蝙蝠形的爆丸，雲頓的新搭檔。
- 洪水巨龜(Ramparian)

（日本）、Hylee euans（英文）、李安邦（香港）
於第9話出場，瞬的新搭檔。
- 闇黑巨魔(Treterous)

（日本）、Jamie Watson（英文）、劉奕希（香港）
於第10話登場，魔鬼形爆丸，閃電的新搭檔。
- 獅身法老(Pharol)

配音：木間萌(日本)、Jeremiah Sparks（英文）、陳琴雲(香港)
- 黃金巨龍(Auxillataur)

配音：松浦義之（日本）、李安邦（香港）

### 前惡棍的爆丸
- 雙翼惡魔(Eenoch)

於第11話出場，馬格斯的新搭檔。
- 疾風狂蜂(Barbetera)

（日本）、Ellen Dubin（英文）、陳皓宜（香港）
於第6話登場，蜂后形爆丸，里奧特的新搭檔。個性自卑，經過里奧特特訓和小彈對戰後得到里奧特的認同和拾回自信。
它是被里奧特的管家在一棵樹上發現的。

### 其他爆丸
- Pink Webam

艾米莉的主要搭擋，是一隻粉紅色的光族Webam。
她當初脾氣不好，但跟Drago對戰後，脾氣好轉。
- Pink Centipod（克莉絲）

艾米莉的新搭擋，是一隻粉紅色的光族Centipod。
經過跟小彈對戰後，她和Webam的關係和好。
- 闇特肯拉克

克林的新搭檔。
- Buzz（Haos Barbetra）

Oliver的搭檔，曾被惡棍捉走，但跟Dragonoid x Auxillataur對戰後，便回歸Oliver。

### Team Haavik
- 魔神五頭龍(Sabras)

哈維克的搭檔。
- 劇毒眼鏡蛇 x 水屬性（Fangzor x Mantanoid)

第一隻合體爆丸，原來由托雷的風劇毒眼鏡蛇和艾里遜的水疾風螳螂所組成，並跟小彈對戰，但當托雷和艾里遜脱離哈維克的控制後，哈維克便趁機奪走它，後來它成為哈維克第一隻爆丸。
它在第37集中在小彈的夢境中打敗老對手烈火獨角龍，並使哈維克控制小彈。哈維克在38集中把它暫時交給被控制的小彈，以襲擊達斯克企業。從此以後，它已再沒出現，但Garillion在最終回提到它會脱離哈維克的控制並在迷宮陷入長眠。
- 聖光長毛象（Maxodon）

阿雷的搭檔。
- 流水百足（Centipod）

索菲的搭檔
光族粉紅色版為艾米莉所有，花名為Chrissy，闇黑族版為阿雷所有
- 六刃凶蛇（Cimoga）

暴風的搭檔
光族版為Jenny Hacket所有
- 獨眼魔人（Cycloid）

魔克的搭檔
- 疾風魔根(Ryvaezu)

黑檀的搭檔

### Geogan Rising初登場的角色
- 由於香港方面不續播，中文翻譯待台灣播出後以台灣作準

Crystal Blue
配音：加隈亞衣（日本）、Ana Sani（英文）
於第七季第二集登場，是一位神袐的小女孩，水屬性爆丸戰士。
她是一位 mind reader，亦是Gregorious Reed 的手下之一。
第八季受到浮士德邀請去學園
爆丸:未知的水屬性爆丸
Gregorius Reed
配音：松山鷹志（日本）、（英文）
知名的爆丸收藏家，和Viloch有合作關係，因Viloch的指引令他發現Healing核心細胞和得知Geogan的事情，19話招募著馬格斯,魔克,史多特,阿雷一同參與爆丸審判戰，最後被Viloch背叛。
Jenny Hacket
配音：諏訪彩花（日本）、（英文）
於第七季第四集以轉校生身份出場，亦是Gregorious Reed 的手下之一，對溫頓的頭腦有所認同，但她為了得到雲頓實驗室裡的數據而接近雲頓，另外還會幫忙Reed研究Geogan的力量，最後和Crystal一起旅行去研究爆丸
第八季受到浮士德邀請去學園，途中受到異樣的力量控制著身體，其後和雲頓發現浮士德的異樣並想制止他。

### Geogan Rising初登場的爆丸
- 由於香港方面不續播，中文翻譯待台灣播出後以台灣作準
- Crakanoid

艾里遜的新搭檔，在跟小彈和烈火獨角龍對戰後消失。
他的外形很像海特肯拉克。
- Falcron

雲頓的新搭檔
- Fenneca

莉亞的新搭檔
- Sharktar

阿瞬的新搭檔
- Ferascal

閃電的新搭檔
- Pincitaur

阿積多的新搭檔
- Viloch

這季的最終敵人，爆丸評議會的新成員，想法比較偏激故利用Reed去引發一些事情，牠不希望爆丸跟人類共存，因此便把維斯托亞跟地球分離。最後戰因不服戰敗就暴走想破壞一切

#### Geogan
- Arcleon

小彈的Geogan。
- Sluggler
- Viperagon
- Stardox

Crystal Blue的Geogan。
- Mutasect

Jenny Hacket的Geogan，原型為光六刃兇蛇。
- Surturan
- Titan King
- Talan
- Hyneix

### 爆丸（2023）初登場的角色

#### 主要人物
空操彈（Dan Kouzo）
配音：（英文）、黃積權（香港）
爆丸：烈火獨角龍：（英文）、關令翹（香港）
葛凡·泰斯利（Griffin Tessly）
配音：Sephira Kalala Ilunga bakasa（英文）、陳耀楠（香港）
爆丸：疾風暴龍（Trox）：Doug Hadders（英文）、陳卓智（香港）
美亞（Mia Ono）
配音：Kaya Kanashiro（英文）、黃昕瑜（香港）
爆丸：鳳翼猛禽（Ventri）：Christina Nova（英文）、 張頌欣（香港）
臻樂·利亞斯（Juno Reyes）
配音：Julia Pulo（英文）、葉曉欣（香港）
爆丸：威力戰牛（Bruiser）：David J. Dixon（英文）、雷霆（香港）
TC（Thunder Crunch）
配音：Desmond Snan（英文）、鍾見麟（香港）
爆丸：斧頭鯊（Hammerhead）：Rainbow Sun Francks（英文）、梁志達（香港）
暗影（Kage）
配音：Carson Gale（英文）、曹啟謙（香港）
爆丸：闇黑雙頭龍（Nillious）：Allan Turner（英文）、黃啟昌、李鎮然（香港）

#### 昆蟲族
白斯勒（Backslash）
配音：Tylor barish（英文）、胡家豪（香港）
爆丸：螳螂王（Mantid）：Frank Chung（英文）、李安邦（香港）
迪特（Tilde）
配音：Lise cormier（英文）、凌晞（香港）
風順（Function）
配音：Taylor Abrahamse（英文）、李致林（香港）

#### 恐龍族
德貝爾（Dumbell）
配音：Drew Davis（英文）、李安邦（香港）
芭貝爾（Barbell）
配音：Tavia Pereira（英文）、魏惠娥（香港）
加多貝爾（Kettlebell）
配音：Lucas Kalechstein（英文）、曹啟謙（香港）
爆丸：鐵鉤速龍（Hook）：Joshua Graham（英文）、（香港）

#### 水生族
利普（Rip）
配音：Jonah Wineberg（英文）、麥皓豐（香港）
爆丸：剃刀海狼（Razor）：Jason Deline（英文）、蕭徽勇（香港）
伊薩（Izzak）
配音：Ajahnis Charley（英文）、詹健兒（香港）
爆丸：八爪丸（Octogan）：Frank Chung（英文）、陳卓智（香港）

#### 飛鳥族
萊芬（Raven）
配音：Hannah Endicott-douglas（英文）、陳琴雲（香港）
爆丸：火焰鳳凰（Flame）：Matt folliott（英文）、蕭徽勇（香港）
Jay
配音：Julius Cho（英文）、李凱傑（香港）
爆丸：天才小企（Pen-G）：Taylor Abrahamse（英文）、曾秀清（香港）

#### 其他角色
泰迪（Tia dee）
配音：Kari Wong（英文）、廖欣怡（香港）
阿徹（Chip）
配音：Matt Follott（英文）、李凱傑（香港）
美亞的父親
配音：Frank Chung（英文）、雷霆（香港）
美亞的母親
配音：Laura Miyata（英文）、劉惠雲（香港）
Ace
配音：Jaimee Joe Gonzaga（英文）、李致林（香港）
謝夫（Jeff）
配音：Ian Ho（英文）、劉惠雲（香港）
美亞的表弟。異類族的超級粉絲。
梅麗莎（Melissa）
配音：Emma Ho（英文）、詹健兒（香港）
美亞的表妹。異類族的超級粉絲。
其他爆丸
爆丸：利牙野狼（Fanger）
爆丸：大蘭多毒蛛（Tarantula）
爆丸：紫幻蜘蛛（Spidra）

## 族別
- 火族(Pyrus)
- 風族(Ventus)
- 光族(Haos)
- 水族(Aquos)
- 闇族(Darkus)
- 金族(Aurelus)

## 裝置、發明和系統
- 未知名的放大爆丸裝置
- 莉亞的無人機
- 史多特的長手套
- 史多特的鞭(用來打爆丸)
- 馬格斯、艾兒、Exit Team和菲洛梅娜的裝置
- 夾餅機二號(被馬格斯弄壞)
- B-mine
- 把爆丸轉回球狀的裝置
- 減弱爆丸能力的裝置
- 雅人、俊史、古田和Keiko的裝置
- 核心細胞捕捉器
- 爆丸控制系統 (被班頓停止了)
- Open Source
- 吸爆丸機(一大一小)
- 核心細胞提取器
- 移動門
- 冷凍槍
- 特里普大佐的追蹤器
- 爆升機

## 與爆丸有關的物質、空間和生物
- Drome

- 黃金 drome

- 爆丸核心(Baku-core)
- 迷宮(The Maze)

- 爆丸監獄(史多特的)
- 孩子森林
- 反轉世界
- 夢幻空間
- 核心細胞(Core Cell)

- V病毒(V-virus)
- 維斯托亞(Vestroia)

## 地球上的地方
- 拉斯維姆斯(Los Volmos)(美國)

- 小彈的家
- 雲頓的家
- 莉亞的家
- Pinpoint公園
- Costero Canyada
- 漢堡包店
- 大草地
- Studio D
- 蛋糕店
- 公園
- 阿尼姆斯總部
- 班頓的總部
- 特里普的軍車
- 對戰場
- 機場
- 雪糕車
- 酒店
- 小巷
- 杜蘭多的家
- 里奧特的家
- 奇形對戰場
- 醫院
- 達斯克產業旗下的遊樂場
- 達斯克醫院研究所
- 市區

- 布勒基斯坦(Brakken)

- 野外
- 市集
- 皇宮
- 千年國樹

- 日本(Japan)

- 富士山
- 風見人工島

- 風見國際控股總部
- 核心細胞提取器所在地

- 荒島

- 奇諾的家
- 礦洞

- 尤他坦半島

- 酒店
- 大核心細胞外牆

## 爆丸
可在這裏參考更多:https://bakugan.wiki/images/5/5b/Bakugan_Battle_Planet_Checklist_2.jpg （页面存档备份，存于）
https://bakugan.wiki/wiki/List_of_Bakugan_Battle_Planet_Waves （页面存档备份，存于）
※僅限斯平瑪斯特發行的版本
- 基本爆丸(Core Bakugan):烈火獨角龍、疾風暴龍、聖光天馬、闇黑雙頭龍、洪水猛獅、疾風螳螂、聖光猩猩、烈火騎士、漩渦海龍、卡普北極熊、疾風陸龜、劇毒眼鏡蛇、闇黑鮫龍、闇黑毒蠍、深海巨蟹、他利諾、魔帝海德拉、克羅普特、風消跡忍者(消跡忍者在火達加里奧斯入門包出現)、聖光人馬、究極烈火獨角龍
- 進階爆丸(DX / Ultra Bakugan):闇黑三頭犬、火漩渦海龍DX(別注色版)(漩渦海龍DX在漩渦海龍DX入門包出現)、烈火獨角龍DX、疾風暴龍DX、聖光天馬DX、闇黑雙頭龍DX、洪水猛獅DX、疾風螳螂DX、聖光猩猩DX、烈火騎士DX、闇黑石像鬼、超級烈火獨角龍DX(沒有基本形態)、基利安、疾風陸龜DX、劇毒眼鏡蛇DX、鑽石闇黑鮫龍DX(在鑽石闇黑鮫龍DX入門包中)(闇黑鮫龍DX己被取消)、闇黑毒蠍DX、深海巨蟹DX、他利諾DX、魔帝海德拉DX、克羅普特DX、聖光熊貓、疾風人狼、黃金鳳凰、疾風蜘蛛、金色哥雷、疾風牛頭人、猛焰獅鷲、海特肯拉克、達加里奧斯

※注意:除究極烈火獨角龍、聖光人馬、消跡忍者和卡普北極熊外,所有基本爆丸也有它們的DX版本。
※在裝甲聯盟，闇黑三頭犬會以基本和DX版發佈。
- 其他爆丸:極限烈火獨角龍、限量版烈火獨角龍（較厲害)、限量版烈火獨角龍DX(較厲害)
- 未在線上出現的爆丸:聖光亞巴頓(只有能力卡)、提歌(只有能力卡)、闇黑機器人(只有能力卡和火族的角色卡)、未知名的武士爆丸、熊啤啤、拳擊手

### 鑽石爆丸
是透明的爆丸，只出現在遊戲中，被視為進化的爆丸，但當爆丸進化成鑽石爆丸，就不能再進化為其他形態。
鑽石劇毒眼鏡蛇原是火族的，但牠被誤印成風族的模樣。
※僅限斯平瑪斯特發行的版本
- 卡普北極熊
- 克羅普特
- 烈火騎士

* 烈火騎士DX
- 烈火獨角龍

* 烈火獨角龍DX
* 超級烈火獨角龍DX
- 消跡忍者
- 劇毒眼鏡蛇
- 闇黑石像鬼(DX)
- 聖光猩猩

* 聖光猩猩DX
- 魔帝海德拉

* 魔帝海德拉DX
- 洪水猛獅

* 洪水猛獅DX
- 基利安(DX)
- 疾風螳螂
- 疾風牛頭人(DX)
- 闇黑雙頭龍
- 聖光天馬

* 聖光天馬DX
- 闇黑鮫龍

* 闇黑鮫龍DX
- 漩渦海龍

* 漩渦海龍DX
- 闇黑毒蠍
- 疾風陸龜
- 他利諾
- 疾風暴龍

* 疾風暴龍DX
- 深海巨蟹
- 疾風蜘蛛(DX)

※鑽石闇黑三頭犬會在Armored Alliance發佈。

### 爆丸卡組
1. Battle Brawlers
2. Bakugan Resurenge
3. Age of Aurelus

### 爆丸核心圖案
- 拳頭(Fist)
- 火焰拳頭(Fire Fist)
- 盾牌(Shield)
- 魔幻盾牌(Majic Shield)
- 螺旋(spiral)

### 爆丸卡牌種類
- 角色卡(Characters Cards)

- 普通角色卡

- 能力卡(Abillity Cards)

- 行動卡(Action Cards)
- 觸發卡(Flip Cards,英文版及多國語言版;Trigger Cards,日文版及韓文版)
- 英雄卡(Hero Cards)
- 進化卡(Evo (Evolution) Cards)

## 劇集列表
以下劇集按照首播順序排列（不包括首播後的任何重播）。
| 集數   | 英文標題                                         | 日文標題 | 中文標題                             | 劇本                | 分鏡                | 演出                        | 作畫監督                                                                      | 總作畫監督 |
| ------ | ------------------------------------------------ | -------- | ------------------------------------ | ------------------- | ------------------- | --------------------------- | ----------------------------------------------------------------------------- | ---------- |
| 第1話  | Origin of Species Part 1Origin of Species Part 2 |          | 爆丸blow！！爆丸對戰！！             | MAN OF ACTION       | 高田真理            | 甲田菜穗                    | 高田真理                                                                      | 山形孝二   |
| 第2話  | Burger RunMonkey See, Monkey Don't               |          | 漢堡之亂！無賴赤紅                   | MAN OF ACTION       | 甲田菜穗            | 鈴木拓磨                    | 幸田浩二、稻田真樹 山方孝二、佐藤綾子                                         | 山形孝二   |
| 第3話  | Bully For YouTrolling For Laughs                 |          | 烈火騎士搭檔                         | 犬飼和彦            | 甲田菜穗            | 犬飼和彦、金子拓磨 髙橋理恵 | 幸田浩二、稻田真樹 山方孝二、佐藤綾子                                         | 山形孝二   |
| 第4話  | Local HeroesPegatrix                             |          | 爆丸禁止令！聖光天馬                 | 伊藤睦美            | 大橋明代            | 野亦則行                    | 幸野浩二、安形佳己 山形孝二、中城悅雄                                         | 山形孝二   |
| 第5話  | FrenemiesStrata's Fear                           |          | 新隊員狩獵爆丸的男人                 | 與口奈津江          | 伊藤史夫            | 伊藤史夫                    | 幸田浩二、稻田真樹 山形孝二、佐藤綾子                                         | 山形孝二   |
| 第6話  | Dog DazeIn Focus                                 |          | 說個不停的闇黑機械人明星誕生           | 金田一明            | 清水朱音            | 清水朱音                    | 松浦有紗 高田真理                                                             | 山形孝二   |
| 第7話  | The ExitThe Lost and the Cost                    |          | 脫出者取回！我們的地方！             | 谷畑雪 犬飼和彥     | 奧村吉昭            | 奧村吉昭                    | 中城悅雄、佐藤綾子 小沼克介、山形孝二 幸野浩二、柳孝相 稻田真樹、飯田光尋     | 山形孝二   |
| 第8話  | Mr. MoonWhat's Wrong With Dan                    |          | 疾風人狼你怎樣，小彈                 | 犬飼和彦 伊藤睦美   | 蔦佳穗理            | 吉田俊司                    | 中城悅雄、幸野浩二 稻田真樹、佐藤綾子                                         | 山形孝二   |
| 第9話  | Rubbed the Wrong WayBabysitting Bedlam           |          | Drome的光芒爆丸家庭老師              | 犬飼和彦 谷畑雪     | 大橋明代            | 松永真彥                    | 渡邊慶子                                                                      | 山形孝二   |
| 第10話 | Mask of PowerStory Holes                         |          | 馬格斯神秘的SOS求救訊號              | 伊藤睦美 與口奈津江 | 金子拓磨 高橋理惠   | 鈴木拓磨                    | 幸野浩二、稻田真樹 中城悅雄、山形孝二                                         | 山形孝二   |
| 第11話 | Home on the RunTop Slot                          |          | 風見派來的使者武士·沙爾高            | 伊藤睦美 與口奈津江 | 松浦有紗            | 甲田菜穗                    | 高田真理、關繪理奈                                                            | 山形孝二   |
| 第12話 | Father and FriendsMidsummer Nightmare            |          | 夜半的秘密不會把阿瞬交給你！         | 犬飼和彦 金田一明   | 瀨村俊一郎          | 伊藤史夫                    | 幸野浩二、稻田真樹 中城悅雄、山形孝二                                         | 山形孝二   |
| 第13話 | Dawn Before Dusk Part 1Dawn Before Dusk Part 2   |          | 無懼的挑戰者巨大的陰謀               | 犬飼和彦            | 副島惠文            | 副島惠文                    | 幸野浩二、稻田真樹 安形佳己、佐藤綾子 中城悅雄、山形孝二                      | 山形孝二   |
| 第14話 | StratifiedMaze Daze                              |          | 往迷宮神秘生命體                     | 金田一明 谷畑雪     | 高橋理惠            | 中野彰子 關繪理奈           | 幸野浩二、稻田真樹 安形佳己、佐藤綾子 中城悅雄、山形孝二 高田真理、甲田菜穗   | 山形孝二   |
| 第15話 | All Jungled UpOuter Demons                       |          | 孩子森林Awesome One對Awesome One     | 伊藤睦美 與口奈津江 | 深田明日香 金子拓磨 | 松永真彥                    | 渡邊慶子                                                                      | 山形孝二   |
| 第16話 | Matter of the MindCore Cell                      |          | 邪惡的敵人超級烈火獨角龍             | 谷畑雪 伊藤睦美     | 關繪理奈            | 關繪理奈                    | 高田真理 甲田菜穗                                                             | 山形孝二   |
| 第17話 | Subterranean Homesick BluesHoney Struck          |          | 逃離迷宮自鳴得意的卡普北極熊         | 伊藤睦美 與口奈津江 | 釘宮洋              | 吉田俊司                    | 飯田光尋 柳孝相 星野真澄                                                      | 山形孝二   |
| 第18話 | Shun ShineRonin Son                              |          | 風見派來的刺客超級洪水猛獅           | 犬飼和彦            | 瀨村俊一郎          | 真野玲                      | 安形佳己 幸野浩二 中城悅雄 稻田真樹                                           | 山形孝二   |
| 第19話 | Framing DeviceBad Actors                         |          | 爸爸的記憶杜蘭歸來                   | 伊藤睦美 金田一明   | 高橋理惠 深田明日香 | 松永真彥                    | 渡邊慶子                                                                      | 山形孝二   |
| 第20話 | Tripped UpPower Tripp                            |          | 尋找核心細胞！被操控的雲頓           | 與口奈津江          | 名村英敏            | 峰友則                      | 中城悅雄、飯田光尋 稻田真樹、佐藤綾子 幸野浩二、山本由美子 黑澤桂子、山形孝二 | 山形孝二   |
| 第21話 | A Real StealLightning Unleashed                  |          | 英雄的秘密閃電的冒險                 | 谷畑雪 金田一明     | 松浦有紗            | 金森勝 奧村吉昭             | 中城悅雄 佐藤綾子 幸野浩二 安形佳己 稻田真樹                                  | 山形孝二   |
| 第22話 | The Throw DownBrawl for It All                   |          | Awesome One對爆丸領主小彈反擊        | 犬飼和彦            | 瀨村俊一郎          | 鈴木拓磨                    | 佐藤綾子 安形佳己 幸野浩二 稻田真樹 山形孝二                                  | 山形孝二   |
| 第23話 | Career OpportunitiesPunch the Clock              |          | 危險的邀請開始潛入                   | 犬飼和彦 與口奈津江 | 本多康之            | 中野彰子                    | 中城悅雄 安形佳己 幸野浩二 稻田真樹 飯田光尋 星野真澄 芳山優                  | 山形孝二   |
| 第24話 | High FlyingBackfire Brawl                        |          | 守護核心細胞！阿尼姆斯之謎           | 金田一明 谷畑雪     | 辻初樹              | 松永真彥                    | 渡邊慶子                                                                      | 山形孝二   |
| 第25話 | Hostile Take OverThe Big Bounce                  |          | 爆丸失控虛假的烏托邦                 | 伊藤睦美            | 瀨村俊一郎          | 真野玲                      | 中城悅雄 佐藤綾子 安形佳己 稻田直樹 飯田光尋                                  | 山形孝二   |
| 第26話 | Awesome vs. AAAnimus                             |          | Awesome One對阿尼姆斯                | 犬飼和彦            | 辻初樹              | 備前克彥                    | 吉森直子 小川一郎                                                             | 山形孝二   |
| 第27話 | The Forbidden IsleNew World Orders               |          | 新冒險救回奇諾                       | 谷畑雪              | 鈴木行              | 吉田俊司                    | 幸野浩二 中城悅雄 安形佳己 稻田真樹 佐藤綾子 山形孝二                         | 山形孝二   |
| 第28話 | In the WildCall Me Old Brakken                   |          | 突然野外求生少年國王布勒基帝         | 金田一明            | 東海林真一          | 峰友則                      | 幸野浩二 安形佳己 稻田真樹 佐藤綾子 山形孝二                                  | 山形孝二   |
| 第29話 | Hide Matrix and SeekOr Forever Hold Your Peace   |          | 喬裝大作戰莉亞結婚？                 | 伊藤睦美            | 海江田美幸          | 金森勝                      | 幸野浩二 安形佳己 稻田真樹 中城悅雄 飯田光尋                                  | 山形孝二   |
| 第30話 | Two Sides of the CoinThe Race for Gold           |          | 復活的馬格斯金色爆丸 黃金鳳凰        | 與口奈津江          | 辻初樹              | 中野彰子                    | 飯田光尋 佐藤綾子 幸野浩二 安形佳己 中城悅雄 山形孝二                         | 山形孝二   |
| 第31話 | Seek and HideFamily First                        |          | 風見島執著的男人                     | 金田一明            | 松川朋弘            | 松川朋弘                    | 幸野浩二 稻田真樹 中城悅雄 山形孝二                                           | 山形孝二   |
| 第32話 | A Door Closes, A Door OpensKazami's Gambit       |          | 雅人的記憶力量失控                   | 金田一明            | 鈴木拓磨            | 鈴木拓磨                    | 安形佳己 佐藤綾子 飯田光尋                                                    | 山形孝二   |
| 第33話 | A Devil on Your ShoulderVestral Visions          |          | 神秘的訊息提歌再現！！               | 犬飼和彦            | 本多康之            | 金森勝                      | 幸野浩二 稻田真樹 中城悅雄 飯田光尋 山形孝二                                  | 山形孝二   |
| 第34話 | Bakuzoned!The Golden Secret                      |          | 奇怪的史多特遺下的線索               | 谷畑雪              | 辻初樹              | 松永真彥                    | 大森理惠 村田憲秦 小川一郎 角谷和美                                           | 山形孝二   |
| 第35話 | The Bakugan BreakersThe Awful Ones               |          | 新的金色爆丸自豪的面具               | 與口奈津江          | 峰友則 瀨村俊一郎   | 峰友則                      | 安形佳己 稻田真樹 飯田光尋 佐藤綾子                                           | 山形孝二   |
| 第36話 | The Mask of PrideThe Graveyard of Courage        |          | 究極闇黑雙頭龍傀儡人偶               | 伊藤睦美            | 久保山英一          | 吉田俊司                    | 幸野浩二 安形佳己 桶口博美 稻田真樹 中城悅雄 山形孝二                         | 山形孝二   |
| 第37話 | Vestroia                                         |          | 核心細胞攻防戰究極烈火獨角龍         | 犬飼和彦            | 鈴木行              | 備前克彥                    | 村田憲泰 吉森直子                                                             | 山形孝二   |
| 第38話 | Too MuchWho Are You?                             |          | 黑影古怪的班頓                       | 伊藤睦美            | 真野玲              | 真野玲                      | 安形佳己 稻田真樹 中城悅雄 永田陽菜 鎌田祐輔 山形孝二                         | 山形孝二   |
| 第39話 | HappyOne Way or Another                          |          | 情緒高漲！布勒基帝逆轉不可能裁判！！ | 金田一明            | 岡本英樹            | 岡本英樹                    | 幸野浩二 安形佳己 飯田光尋 佐藤綾子 山形孝二                                  | 山形孝二   |
| 第40話 | Stormy WeatherWho Can It Be Now                  |          | 海上大決戰黃金鳳凰真正的用意         | 金田一明            | 瀨村俊一郎          | 金森勝                      | 永田陽菜 稻田真樹 安形佳己 中城悅雄 佐藤綾子                                  | 山形孝二   |
| 第41話 | In My RoomAn Army Of Their Own                   |          | 揭露真身！提歌班頓                   | 犬飼和彦            | 備前克彥            | 松永真彥                    | 大森理惠 村田憲秦 角谷和美                                                    | 山形孝二   |
| 第42話 | Calling All ParentsNowhere To Turn               |          | 爆丸回收運動奪回，朝氣與爆丸         | 谷畑雪              | 又野弘道            | 又野弘道                    | 中城悅雄 佐藤綾子 安形佳己 幸野浩二 稻田真樹 飯田光尋                         | 山形孝二   |
| 第43話 | Girl PowerReturn To The Fold                     |          | 我是公主！風見的城堡                 | 伊藤睦美 金田一明   | 福井洋平            | 福井洋平                    | 佐佐木萌                                                                      | 山形孝二   |
| 第44話 | Kazami Family FeudGreatest of the Kazami         |          | 雅人回歸要塞淪陷                     | 金田一明            | 奧村吉昭            | 奧村吉昭                    | 中城悅雄 佐藤綾子 安形佳己 幸野浩二 稻田真樹                                  | 山形孝二   |
| 第45話 | Our Ugly SelvesThryno Lives!                     |          | 金色爆丸 金色哥雷拯救他利諾作戰      | 谷畑雪              | 備前克彥 辻初樹     | 備前克彥 辻初樹             | 村田憲秦 吉森直子                                                             | 山形孝二   |
| 第46話 | The Healing ChallengeThe Golden Drome            |          | 唯一的方法走進他利諾                 | 伊藤睦美            | 中野彰子 辻初樹     | 中野彰子                    | 中城悅雄 佐藤綾子 安形佳己 飯田光尋 稻田真樹                                  | 山形孝二   |
| 第47話 | The Golden ForgeA Deep Hibernation               |          | 不歸的兩人提歌的真實                 | 犬飼和彦            | 奧村吉昭            | 真野玲                      | 中城悅雄 佐藤綾子 安形佳己 幸野浩二 稻田真樹 飯田光尋                         | 山形孝二   |
| 第48話 | At The Beginning, An EndingThis Late Hour        |          | 風見繼承人脫出者再現                 | 金田一明            | 岡本英樹            | 神谷望夢                    | Prommee Saksit                                                                | 山形孝二   |
| 第49話 | Bakuzon at the Gate                              |          | 最後之戰極限烈火獨角龍               | 犬飼和彦            | 奧村吉昭 辻初樹     | 松永真彥                    | 大森理惠 村田憲秦 角谷和美 吉森直子                                           | 山形孝二   |
| 第50話 | Planet-CeptionUnited We Stand                    |          | 光連繫                               | 犬飼和彦            | 東海林真一          | 吉田俊司                    | 中城悅雄 安形佳己 幸野浩二                                                    | 山形孝二   |

## 主題曲

### 日本地區

#### 片頭曲

作詞：MiNE，作曲：川口進、MiNE、Atsushi Shimada，編曲：Atsushi Shimada、Peach，主唱：HiHi Jets

#### 片尾曲
（第1話－第39話）
作詞、作曲：中村崇人，編曲：Dr.Dalmatian，主唱：HiHi Jets
（第40話－第50話）
作詞：miyakei，作曲：大智、兒山啟介，主唱：HiHi Jets

## 播放電視台
| 日本東京電視台 星期一17:55-18:25 | 日本東京電視台 星期一17:55-18:25      | 日本東京電視台 星期一17:55-18:25 |
| -------------------------------- | ------------------------------------- | -------------------------------- |
|                                  | 爆丸5 （2019年4月1日－2020年3月30日） |                                  |
| 爆旋陀螺 擊爆戰魂超Z             | FUNFUNKITTY!                          |                                  |

| 台灣 東森幼幼台 星期六11:00-11:30 | 台灣 東森幼幼台 星期六11:00-11:30             | 台灣 東森幼幼台 星期六11:00-11:30 |
| --------------------------------- | --------------------------------------------- | --------------------------------- |
|                                   | 爆丸 決戰星球 （2019年6月22日－2020年6月6日） |                                   |
| Super Wings                       | Poli波力                                      |                                   |

| 香港 翡翠台 星期日 16:00－16:30 節目 2019年11月17日、2020年5月24日停播 | 香港 翡翠台 星期日 16:00－16:30 節目 2019年11月17日、2020年5月24日停播 | 香港 翡翠台 星期日 16:00－16:30 節目 2019年11月17日、2020年5月24日停播 |
| ---------------------------------------------------------------------- | ---------------------------------------------------------------------- | ---------------------------------------------------------------------- |
|                                                                        | 爆丸 星域爭霸 （2019年7月7日－2020年6月28日）                          |                                                                        |
| KERORO 軍曹 重播                                                       | 爆丸 裝甲聯盟 （2020年7月5日－2021年7月18日）                          |                                                                        |

## 外部連結
- Official Website （英文）
- Official Website （页面存档备份，存于） （日語）
- Bakugan Battle Planet at Cartoon Network.com （页面存档备份，存于）
- Bakugan Battle Planet at YTV.com
- Bakugan Battle Planet at TV Tokyo.co.jp （页面存档备份，存于） （日語）